# Siège de Shkodra (1478-1479)
Ne doit pas être confondu avec Siège de Shkodra (1474).

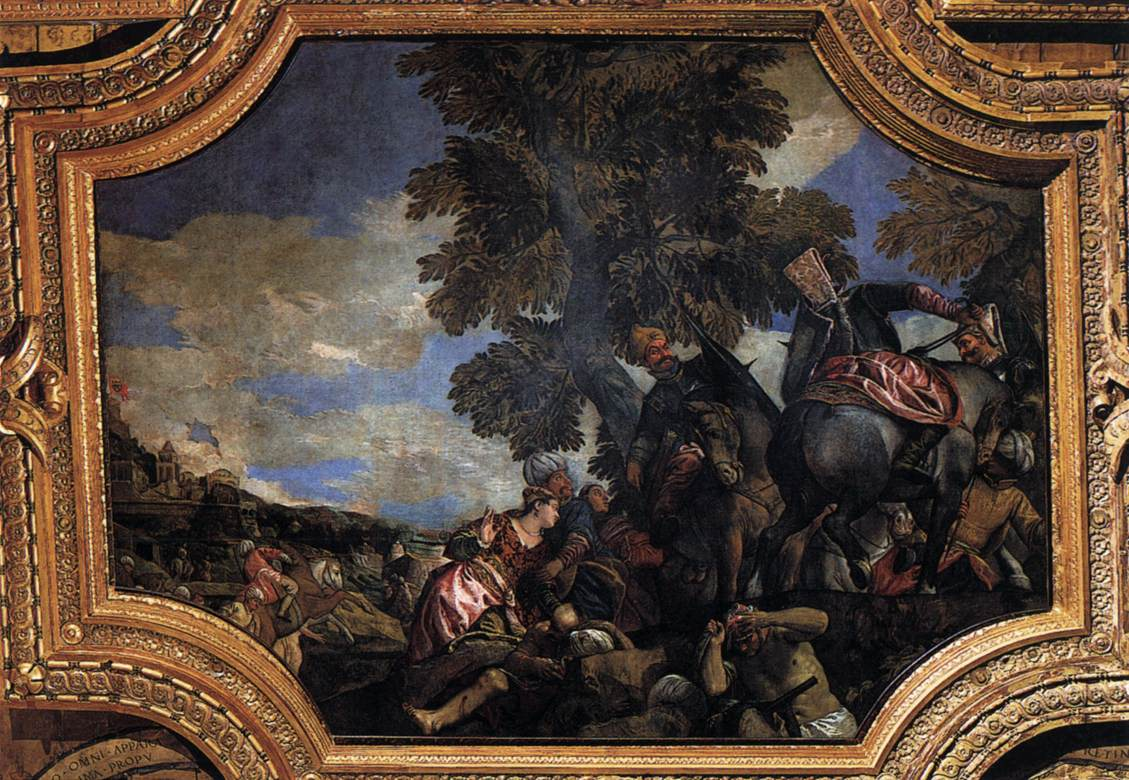
Paul Véronèse, Antonio Loredan dirige l'assaut pour la libération de Scutari du siège de Mehmed II, 1585, Palais des Doges, Venise.

Le siège de Shkodra a eu lieu de mai 1478 à avril 1479 comme une confrontation entre l'Empire ottoman et les Vénitiens ainsi que la  Ligue de Lezhe et d'autres Albanais,, à Shkodra (Scutari en italien) et son château de Rozafa pendant la première guerre vénéto-ottomane (1463-1479). L'historien ottoman Franz Babinger a qualifié le siège de « l'un des épisodes les plus remarquables de la lutte entre l'Occident et le Croissant »(p363). Une petite force d'environ 1 600 hommes albanais et italiens et un nombre beaucoup plus restreint de femmes(pp10–13) ont fait face à un une force ottomane massive contenant de l'artillerie déployée sur place(p134) et une armée qui, selon les informations (bien que largement contestées), comptait jusqu'à 350 000 hommes(p160). La campagne était si importante pour Mehmed le Conquérant qu'il vint personnellement assurer le triomphe. Après dix-neuf jours de bombardement des murs du château, les Ottomans lancèrent cinq attaques générales successives qui se soldèrent toutes par la victoire des assiégés. Avec des ressources en diminution, Mehmed a attaqué et vaincu les petites forteresses environnantes de Žabljak Crnojevića (en), Drisht et Lezha, a laissé une force de siège pour affamer Shkodra jusqu'à ce qu'elle se rende et est retourné à Constantinople. Le 25 janvier 1479, Venise et Constantinople signent un accord de paix qui cède Shkodra à l'Empire ottoman. Les défenseurs de la citadelle émigrèrent à Venise, tandis que de nombreux Albanais de la région se retirèrent dans les montagnes. Shkodra est alors devenue le siège du sandjak ottoman nouvellement créé, le sandjak de Scutari. Les Ottomans ont tenu la ville jusqu'à ce que le Monténégro la capture en avril 1913, après un siège de six mois.